# البریکه، استان خلیص
البریکه (به عربی: البریکة) یک منطقهٔ مسکونی در عربستان سعودی است که در استان مکه واقع شده‌است.